# دشلر (نبراسکا)
دشلر(به انگلیسی: Deshler) شهری در ایالت نبراسکا کشور ایالات متحده آمریکا است که جمعیت آن در سرشماری سال ۲۰۱۰ میلادی، ۷۴۷ نفر بوده‌است.